# Bessuéjouls
Bessuéjouls település Franciaországban, Aveyron megyében. Lakosainak száma 223 fő (2022. január 1.). Bessuéjouls Bozouls, Coubisou, Espalion és Sébrazac községekkel határos.

## Népesség
A település népességének változása:
| Lakosok száma | 279  | 211  | 225  | 229  | 251  | 229  | 213  | 209  | 209  | 223  |
|               | 1968 | 1982 | 1999 | 2006 | 2011 | 2015 | 2017 | 2018 | 2020 | 2022 |